# 인도-파키스탄 전쟁
인도-파키스탄 전쟁 또는 분쟁(Indo-Pakistani wars and conflicts)은 인도와 파키스탄 사이에서 진행된 전쟁과 분쟁을 총칭한다. 

## 같이 보기
- 인도-파키스탄 관계